# ديك هايميس
ديك هايميس (بالإسبانية: Dick Haymes)‏ هو مغني وموسيقي وممثل أرجنتيني، ولد في 13 سبتمبر 1918 ببوينس آيرس في الأرجنتين، وتوفي في 28 مارس 1980 بلوس أنجلوس في الولايات المتحدة بسبب سرطان الرئة.

## أعمال

### أفلام
- (1945) معرض الولاية

## وصلات خارجية
- ديك هايميس على موقع IMDb (الإنجليزية)
- ديك هايميس على موقع الموسوعة البريطانية (الإنجليزية)
- ديك هايميس على موقع ألو سيني (الفرنسية)
- ديك هايميس على موقع ميوزك برينز (الإنجليزية)
- ديك هايميس على موقع أول موفي (الإنجليزية)
- ديك هايميس على موقع قاعدة بيانات الأفلام السويدية (السويدية)
- ديك هايميس على موقع إن إن دي بي (الإنجليزية)
- ديك هايميس على موقع أول ميوزيك (الإنجليزية)
- ديك هايميس على موقع ديسكوغز (الإنجليزية)
- ديك هايميس على موقع قاعدة بيانات الفيلم (الإنجليزية)